# Chris Sutton
Christopher Roy Sutton (ur. 10 marca 1973 w Nottingham) – były angielski piłkarz.

## Kariera

### Początki
Urodzony w Nottingham Chris, jest synem byłego zawodnika Norwich City, Mike'a Suttona. Karierę zaczynał w klubie ojca. Ze względu na swój wzrost trenerzy kazali stawać mu na obronie. „Mam nadzieję, że człowiek, który był wówczas trenerem, dziś pracuje w banku, roznosi listy albo prowadzi autobus, ale nie pracuje z piłkarską młodzieżą” – powiedział kilkanaście lat później przyszły trener Suttona, Gianluca Vialli.

### Blackburn
W wieku 21 lat za sumę 5 milionów funtów przeszedł do Blackburn Rovers, stając się najdroższym angielskim piłkarzem. Już w swoim pierwszym sezonie na Ewood Park stworzył świetną parę napastników z Alanem Shearerem, a Blackburn zdobyło pierwsze od 1914 roku mistrzostwo Anglii. Potem Suttona zaczęły trapić kontuzje, a Shearer odszedł do Newcastle United. Dopiero w 1998 roku Sutton odzyskał dawną formę i zakończył sezon jako najlepszy strzelec Premier League (18 goli, wraz z Dionem Dublinem i Michaelem Owenem). W kolejnym sezonie z powodu kontuzji pachwiny nie wystąpił w sześciu ostatnich meczach sezonu i Blackburn spadło do drugiej ligi.

### Chelsea
Wkrótce zgłosiła się po niego Chelsea. Anglik przeszedł na Stamford Bridge za 10 milionów funtów. „To bardzo dużo pieniędzy, ale Chris jest ich wart. Jeśli chcesz wzmocnić swoją drużynę, musisz wydać pieniądze. Ja wiem, że nie mogłem wydać ich lepiej.” – powiedział po transferze trener londyńczyków, Gianluca Vialli. Jednak przejście Suttona do Chelsea okazało się niewypałem. W 40 meczach zdobył jedynie trzy bramki. Do dziś jest uznawany za jeden z najgorszych transferów w historii klubu.

### Celtic
Rok później Celtic kupił go za 6 milionów funtów. W Glasgow odzyskał wielką formę. Zdobył trzy tytuły mistrza Szkocji, dwa Puchary Szkocji i dwa Puchary Ligi. W 2003 roku poprowadził zespół do finału Pucharu UEFA. Rok wcześniej strzelił najszybszego gola w historii derbów z Rangers; na Ibrox Park trafił do siatki już w 18. sekundzie spotkania. W 2003 roku został wybrany przez piłkarzy najlepszym graczem w Szkocji. Ogółem w barwach Celticu rozegrał 199 meczów i zdobył 86 bramek.
W 2006 roku został zwolniony i przeszedł do Birmingham City, potem trafił do Aston Villi. W czerwcu 2007 roku zakończył karierę z powodu trwałego urazu oka.

### Reprezentacja
W reprezentacji rozegrał jedno spotkanie. Mógł pojechać na mistrzostwa świata we Francji, ale trener Glenn Hoddle skreślił go ze składu, ponieważ ten odmówił gry w reprezentacji Anglii B w meczu z Chile. Do kadry powołał go ponownie Kevin Keegan na mecz z Polską na Wembley. Sutton nie opuścił jednak ławki rezerwowych.

## Sukcesy
Blackburn Rovers
- Mistrzostwo Anglii – 1995
- Król strzelców ligi angielskiej – 1998

Celtic F.C.
- Mistrzostwo Szkocji – 2001, 2002, 2004
- Puchar Szkocji – 2001, 2004
- Puchar Ligi – 2000, 2001
- Finalista Pucharu UEFA – 2003
- Zwycięzca plebiscytu na najlepszego piłkarza w Szkocji – 2003

## Literatura
- Michał Szadkowski – „Słynne kluby piłkarskie” – Biblioteka Gazety Wyborczej